# Always Never the Same
Always Never the Same – trzynasty studyjny album amerykańskiej grupy wykonującej rock progresywny, Kansas, wydany 19 maja 1998 roku. Jest to wyjątkowe wydawnictwo zawierające nowe utwory grupy oraz covery poprzednich utworów Kansas nagranych wraz z London Symphony Orchestra. Dodatkowo na albumie można znaleźć cover grupy The Beatles, "Eleanor Rigby".

## Lista utworów
1. "Eleanor Rigby" – 3:22
2. "Dust in the Wind" – 4:01
3. "Preamble" – 3:25
4. "Song for America" – 9:15
5. "In Your Eyes" – 4:30
6. "Miracles Out of Nowhere" – 6:27
7. "Hold On" – 4:18
8. "The Sky Is Falling" – 7:50
9. "Cheyenne Anthem" – 7:29
10. "Prelude & Introduction" – 4:53
11. "The Wall" – 5:29
12. "Need to Know" – 4:02
13. "Nobody's Home" – 6:04

## Twórcy
- Phil Ehart - perkusja
- Billy Greer - gitara basowa, śpiew
- Robby Steinhardt - śpiew, skrzypce
- Steve Walsh - śpiew, instrumenty klawiszowe
- Rich Williams - gitara

### Dodatkowi muzycy
- Larry Baird - dyrygent
- London Symphony Orchestra
- James Majors - perkusja
- Jim Roberts - instrumenty perkusyjne
- Larry Stock - perkusja